# كفر الحصافة
كفر الحصافة إحدى قرى مركز طوخ التابع لمحافظة القليوبية بجمهورية مصر العربية.

## السكان
بلغ عدد سكان كفر الحصافة 4,837 نسمة، حسب الإحصاء الرسمي لعام 2006.